# Ichneumon haladai
Ichneumon haladai (лат.) — вид наездников-ихневмонид рода Ichneumon из подсемейства Ichneumoninae (Ichneumonidae).

## Распространение
Монголия.

## Описание
Наездники среднего размера чёрного цвета, длина 14—14,5 мм. Жгутик усика почти нитевидный, с 42 члениками; 1-й флагелломер в 1,6 раза длиннее своей ширины, 5-й членик квадратный, самые широкие членики в 1,8 раза шире длины, длина предвершинного членика жгутика равна 0,70 от его ширины. Голова в коричневых волосках. Тело чёрного цвета, кроме отдельных частей. 10—14-е членики жгутика с полосками цвета слоновой кости. Мандибулы посередине, узкая полоска на лбу (расширенная напротив бокового глазка), воротник, а иногда и задний край переднеспинки, тегула и предщитковый киль красноватые. Щиток с большим центральным жёлтым пятном. 2-й и 3-й тергиты красные с четкими чёрными вершинными краями. 6-й и 7-й тергиты с довольно узкими срединными полосами цвета слоновой кости. Ноги преимущественно чёрные; передние и средние голени спереди красные; задние голени красноватые, в апикальной трети с тёмным оттенком; задние лапки чёрные, иногда частично темно-красный. Крылья слегка коричневато-желтовато-коричневые; птеростигма желтоватая. Предположительно, как и близкие виды паразитоиды, которые развиваются в гусеницах бабочек. Этот новый вид похож на Ichneumon insidiosus, но его можно отличить по более толстому брюшку, более широкому виску, более толстому заднему бедру и более узким пятнам цвета слоновой кости на 6-м и 7-м тергитах.
Вид был впервые описан в 2021 году немецким энтомологом Маттиасом Риделем (Zoologische Staatssammlung München, Мюнхен, Германия) по материалам из Монголии. Название дано в честь Jiři Halada (Linz), коллектора типовой серии.